# Овипарија
Овипарија представља начин размножавања код кичмењака и бескичмењака.
Овипарна репродукција подразумева полагање оплођених јаја ван тела мајке, у спољашњу средину, па се ембриони развијају унутар јајних опни. Овај тип репродукције заступљен је код птица, неких гмизаваца, неких зглавкара.